# Diamond League 2024
De World Athletics Diamond League 2024 is de vijftiende editie van de Diamond League, een jaarlijkse serie van eendaagse atletiekwedstrijden. De serie begint op 20 april in Xiamen en eindigt op 14 september in Brussel.

## Wedstrijdschema
De volgende vijftien evenementen staan op de planning voor het seizoen 2024:
| #  | Datum           | Evenement                                                                                | Stadion                        | Stad        | Land                | Aantal disciplines |
| -- | --------------- | ---------------------------------------------------------------------------------------- | ------------------------------ | ----------- | ------------------- | ------------------ |
| 1  | 20 april        | Diamond League Xiamen                                                                    | Xiamen Egret Stadium           | Xiamen      | China               | 7+7=14             |
| 2  | 27 april        | Yangtze Delta Athletics Diamond Gala (tijdelijke lokatie van de Diamond League Shanghai) | Suzhou Olympic Sports Centre   | Suzhou      | China               | 7+7=14             |
| 3  | 10 mei          | Qatar Athletic Super Grand Prix                                                          | Suheim Bin Hamadstadion        | Doha        | Qatar               | 7+7=14             |
| 4  | 19 mei          | Meeting International Mohammed VI d'Athlétisme de Rabat/Marrakech                        | Le Grand Stade                 | Marrakesh   | Marokko             | 7+7=14             |
| 5  | 25 mei          | Prefontaine Classic                                                                      | Hayward Field                  | Eugene      | Verenigde Staten    | 6+8=14             |
| 6  | 30 mei          | Bislett Games                                                                            | Bislettstadion                 | Oslo        | Noorwegen           | 8+6=14             |
| 7  | 2 juni          | Stockholm Bauhaus Athletics                                                              | Olympisch Stadion              | Stockholm   | Zweden              | 7+7=14             |
| 8  | 7 juli          | Meeting de Paris                                                                         | Stade de France                | Parijs      | Frankrijk           | 7+7=14             |
| 9  | 12 juli         | Herculis                                                                                 | Stade Louis II                 | Fontvieille | Monaco              | 7+7=14             |
| 10 | 20 juli         | London Grand Prix                                                                        | Olympisch Stadion              | Londen      | Verenigd Koninkrijk | 7+7=14             |
| 11 | 22 augustus     | Athletissima                                                                             | Stade Olympique de la Pontaise | Lausanne    | Zwitserland         | 7+7=14             |
| 12 | 25 augustus     | Kamila Skolimowska Memorial                                                              | Śląskistadion                  | Chorzów     | Polen               | 7+7=14             |
| 13 | 29 augustus     | Golden Gala                                                                              | Olympisch Stadion              | Rome        | Italië              | 7+7=14             |
| 14 | 5 september     | Weltklasse Zürich                                                                        | Letzigrund                     | Zürich      | Zwitserland         | 7+7=14             |
| 15 | 13/14 september | Memorial Van Damme                                                                       | Koning Boudewijnstadion        | Brussel     | België              | 16+16=32           |

## Uitslagen
Voor zowel de mannen als de vrouwen worden 16 disciplines afgewerkt bij de Diamond League. Per evenement worden 14 disciplines afgewerkt. In de finale in Brussel worden alle 32 evenementen afgewerkt.

### Mannen

#### Loopnummers
| #  | Evenement | 100 m                     | 200 m                    | 400 m                            | 800 m                     | 1500 m/EM                  | 3000 m/5000 m              | 110 m h.               | 400 m h.                  | 3000 m steeple              |
| -- | --------- | ------------------------- | ------------------------ | -------------------------------- | ------------------------- | -------------------------- | -------------------------- | ---------------------- | ------------------------- | --------------------------- |
| 1  | Xiamen    | Christian Coleman 10,13 s | -                        | -                                | Marco Arop 1.43,61        | -                          | Lamecha Girma 12.58,96     | Daniel Roberts 13,11 s | -                         | -                           |
| 2  | Suzhou    | Akani Simbine 10,01 s     | -                        | -                                | Slimane Moula 1.44,55     | -                          | Selemon Barega 12.55,68    | Daniel Roberts 13,12 s | -                         | -                           |
| 3  | Doha      | -                         | Kenneth Bednarek 19,67 s | Steven Gardiner 44,76 s          | -                         | Brian Komen 3.32,43        | -                          | -                      | Alison Dos Santos 46,86 s | Samuel Firewu 8.07,25       |
| 4  | Marrakesh | Emmanuel Eseme 10,11 s    | -                        | Alexander Doom 44,51 s           | Emmanuel Wanyonyi 1.43,84 | Azeddine Habz 3.32,86      | -                          | -                      | -                         | Soufiane El Bakkali 8.09,40 |
| 5  | Eugene    | Christian Coleman 9,95 s  | Kenneth Bednarek 19,89 s | -                                | -                         | Josh Kerr 1EM 3.45,34      | -                          | Grant Holloway 13,03 s | Gerald Drummond 48,56 s   | -                           |
| 6  | Oslo      | Akani Simbine 9,94 s      | -                        | Matthew Hudson-Smith 44,07 s ER* | -                         | Jakob Ingebrigtsen 3.29,74 | Hagos Gebrhiwet 12.36,73   | -                      | Alison dos Santos 46,63 s | -                           |
| 7  | Stockholm | Emmanuel Eseme 10,16 s    | -                        | -                                | Djamel Sedjati 1.43,23    | -                          | Narve Gilje Nordås 7.33,49 | -                      | Alison dos Santos 47,01 s | Lamecha Girma 8.01,63       |
| 8  | Parijs    | -                         | -                        | -                                | -                         | -                          | -                          | -                      | -                         | -                           |
| 9  | Monaco    | -                         | -                        | -                                | -                         | -                          | -                          | -                      | -                         | -                           |
| 10 | Londen    | -                         | -                        | -                                | -                         | -                          | -                          | -                      | -                         | -                           |
| 11 | Lausanne  | -                         | -                        | -                                | -                         | -                          | -                          | -                      | -                         | -                           |
| 12 | Chorzów   | -                         | -                        | -                                | -                         | -                          | -                          | -                      | -                         | -                           |
| 13 | Rome      | -                         | -                        | -                                | -                         | -                          | -                          | -                      | -                         | -                           |
| 14 | Zürich    | -                         | -                        | -                                | -                         | -                          | -                          | -                      | -                         | -                           |
| 15 | Brussel   | -                         | -                        | -                                | -                         | -                          | -                          | -                      | -                         | -                           |

#### Technische nummers
| #  | Evenement | Verspringen                     | Hink-stap-springen           | Hoogspringen         | Polsstokhoogspringen       | Kogelstoten        | Discuswerpen           | Speerwerpen            |
| -- | --------- | ------------------------------- | ---------------------------- | -------------------- | -------------------------- | ------------------ | ---------------------- | ---------------------- |
| 1  | Xiamen    | -                               | Pedro Pichardo 17,51 m       | Shelby McEwen 2,27 m | Armand Duplantis 6,24 m WR | -                  | -                      | -                      |
| 2  | Suzhou    | Marquis Dendy 8,05 m            | -                            | Hamish Kerr 2,31 m   | Armand Duplantis 6,00 m    | -                  | -                      | -                      |
| 3  | Doha      | Carey McLeod 8,52 m (+5,2 wind) | -                            | -                    | -                          | -                  | -                      | Jakub Vadlejch 88,38 m |
| 4  | Marrakesh | -                               | Lázaro Martínez 17,10 m      | -                    | -                          | -                  | Mykolas Alekna 70,70 m | -                      |
| 5  | Eugene    | -                               | -                            | -                    | -                          | Joe Kovacs 23,13 m | -                      | -                      |
| 6  | Oslo      | -                               | Hugues Fabrice Zango 17,27 m | -                    | KC Lightfoot 5,82 m        | -                  | Mykolas Alekna 70,91 m | -                      |
| 7  | Stockholm | -                               | -                            | -                    | Armand Duplantis 6,00 m    | -                  | Mykolas Alekna 68,64 m | -                      |
| 8  | Parijs    | -                               | -                            | -                    | -                          | -                  | -                      | -                      |
| 9  | Monaco    | -                               | -                            | -                    | -                          | -                  | -                      | -                      |
| 10 | Londen    | -                               | -                            | -                    | -                          | -                  | -                      | -                      |
| 11 | Lausanne  | -                               | -                            | -                    | -                          | -                  | -                      | -                      |
| 12 | Chorzów   | -                               | -                            | -                    | -                          | -                  | -                      | -                      |
| 13 | Rome      | -                               | -                            | -                    | -                          | -                  | -                      | -                      |
| 14 | Zürich    | -                               | -                            | -                    | -                          | -                  | -                      | -                      |
| 15 | Brussel   | -                               | -                            | -                    | -                          | -                  | -                      | -                      |

### Vrouwen

#### Loopnummers
| #  | Evenement | 100 m                            | 200 m                    | 400 m                     | 800 m                      | 1500 m                 | 3000 m/5000 m               | 110 m h.                      | 400 m h.                | 3000 m steeple             |
| -- | --------- | -------------------------------- | ------------------------ | ------------------------- | -------------------------- | ---------------------- | --------------------------- | ----------------------------- | ----------------------- | -------------------------- |
| 1  | Xiamen    | -                                | Torrie Lewis 22,96 s     | Marileidy Paulino 50,08 s | -                          | Gudaf Tsegay 3.50,30   | -                           | Jasmine Camacho-Quinn 12,45 s | -                       | Beatrice Chepkoech 8.55,40 |
| 2  | Suzhou    | -                                | Daryll Neita 22,62 s     | Marileidy Paulino 50,89 s | -                          | -                      | -                           | Jasmine Camacho-Quinn 12,63 s | -                       | Beatrice Chepkoech 9.07,36 |
| 3  | Doha      | Daryll Neita 10,98 s             | -                        | -                         | Mary Moraa 1.57,91         | Freweyni Hailu 4.00,42 | Beatrice Chebet 14.26,98    | Ditaji Kambundji 12,49 s      | -                       | -                          |
| 4  | Marrakesh | -                                | Shericka Jackson 22,82 s | -                         | Prudence Sekgodiso 1.57,26 | -                      | Medina Eisa 14.34,16        | -                             | Rushell Clayton 53,98 s | -                          |
| 5  | Eugene    | Sha'Carri Richardson 10,83 s     | -                        | -                         | Keely Hodgkinson 1.55,78   | Diribe Welteji 3.53,75 | Tsigie Gebreselama 14.18,76 | -                             | -                       | Peruth Chemutai 8.55,09    |
| 6  | Oslo      | -                                | Brittany Brown 22,32 s   | Marileidy Paulino 49,30 s | Prudence Sekgodiso 1.58,66 | -                      | Georgia Griffith 8.24,20 AR | -                             | Rushell Clayton 54,02 s | -                          |
| 7  | Stockholm | Gina Mariam Bass Bittaye 11,15 s | Shericka Jackson 22,69 s | -                         | -                          | Laura Muir 3.57,99     | -                           | -                             | Femke Bol 53,07 s       | -                          |
| 8  | Parijs    | -                                | -                        | -                         | -                          | -                      | -                           | -                             | -                       | -                          |
| 9  | Monaco    | -                                | -                        | -                         | -                          | -                      | -                           | -                             | -                       | -                          |
| 10 | Londen    | -                                | -                        | -                         | -                          | -                      | -                           | -                             | -                       | -                          |
| 11 | Lausanne  | -                                | -                        | -                         | -                          | -                      | -                           | -                             | -                       | -                          |
| 12 | Chorzów   | -                                | -                        | -                         | -                          | -                      | -                           | -                             | -                       | -                          |
| 13 | Rome      | -                                | -                        | -                         | -                          | -                      | -                           | -                             | -                       | -                          |
| 14 | Zürich    | -                                | -                        | -                         | -                          | -                      | -                           | -                             | -                       | -                          |
| 15 | Brussel   | -                                | -                        | -                         | -                          | -                      | -                           | -                             | -                       | -                          |

#### Technische nummers
| #  | Evenement | Verspringen         | Hink-stap-springen              | Hoogspringen                 | Polsstokhoogspringen  | Kogelstoten           | Discuswerpen           | Speerwerpen              |
| -- | --------- | ------------------- | ------------------------------- | ---------------------------- | --------------------- | --------------------- | ---------------------- | ------------------------ |
| 1  | Xiamen    | -                   | -                               | -                            | -                     | Gong Lijiao 19,72 m   | Valarie Allman 69,80 m | -                        |
| 2  | Suzhou    | Marthe Koala 6,68 m | -                               | -                            | -                     | Chase Jackson 20,03 m | -                      | Haruka Kitaguchi 62,97 m |
| 3  | Doha      | -                   | -                               | Angelina Topić 1,94 m        | Molly Caudery 4,73 m  | -                     | -                      | -                        |
| 4  | Marrakesh | -                   | -                               | Angelina Topić 1,98 m        | Angelica Moser 4,73 m | Chase Jackson 20,00 m | -                      | -                        |
| 5  | Eugene    | -                   | Leyanis Pérez Hernández 14,73 m | -                            | Emily Grove 4,63 m    | -                     | Valarie Allman 67,36 m | -                        |
| 6  | Oslo      | -                   | -                               | -                            | -                     | -                     | Feng Bin 67,89 m       | -                        |
| 7  | Stockholm | -                   | Leyanis Pérez Hernández 14,67 m | Jaroslava Mahoetsjich 2,00 m | -                     | Chase Jackson 20,00 m | -                      | -                        |
| 8  | Parijs    | -                   | -                               | -                            | -                     | -                     | -                      | -                        |
| 9  | Monaco    | -                   | -                               | -                            | -                     | -                     | -                      | -                        |
| 10 | Londen    | -                   | -                               | -                            | -                     | -                     | -                      | -                        |
| 11 | Lausanne  | -                   | -                               | -                            | -                     | -                     | -                      | -                        |
| 12 | Chorzów   | -                   | -                               | -                            | -                     | -                     | -                      | -                        |
| 13 | Rome      | -                   | -                               | -                            | -                     | -                     | -                      | -                        |
| 14 | Zürich    | -                   | -                               | -                            | -                     | -                     | -                      | -                        |
| 15 | Brussel   | -                   | -                               | -                            | -                     | -                     | -                      | -                        |